# Фили (электродепо)
Электродепо́ «Фили́» (ТЧ-9) — электродепо Московского метрополитена, обслуживающее Филёвскую линию с 1 января 1962 года. В 2008—2018 годах депо также обслуживало Арбатско-Покровскую линию (маршруты 61—76). Является первым в истории России, в котором был снят запрет на управление поездов женщинами — с 1 января 2021 года, что связано с полным обновлением парка подвижного состава на поезда «Москва», адаптированной под данную линию модификации — 81-765.2/766.2/767.2 и современным оборудованием линии.

## История

### Обслуживаемые линии
| Линия               | Период                 |
| ------------------- | ---------------------- |
| Филёвская           | 1962 — настоящее время |
| Арбатско-Покровская | 2008 — 2018            |

## Подвижной состав

### Пассажирский подвижной состав,
| Тип вагонов                   | Период                                       | Вагонов в составе | Состояние               |
| ----------------------------- | -------------------------------------------- | ----------------- | ----------------------- |
| В2                            | 1962—1963                                    | 4                 | списаны                 |
| Д                             | 1962—1992                                    | 6                 | списаны                 |
| Е                             | 1986—2007, 2008 (вагон Е 3605 как резервный) | 6                 | списаны                 |
| Ем-508, Ем-509, Еж, Еж1       | 1986—2009                                    | 6                 | списаны                 |
| 81-740А/741А «Русич»          | 2004—2006                                    | 4                 | переданы                |
| 81-740.1/741.1 «Русич»        | 2005—2019                                    | 4                 | переданы                |
| 81-717/714                    | 2011—2018                                    | 6                 | списаны                 |
| 81-765/766/767 «Москва»       | 2017—2018 (обкатка)                          | 6                 | временная обкатка       |
| 81-765.2/766.2/767.2 «Москва» | 2018 — настоящее время                       | 6                 | регулярная эксплуатация |

Замена вагонов типа «Д» на вагоны «Е» различных модификаций в электродепо «Фили» была закончена в 1992 году. Однако, после 1992 года и до 2008 года в электродепо понемногу поступали вагоны типов «Е», «Еж», «Еж1», «Ем-508» и «Ем-509» из электродепо, переводимых на новые вагоны (сначала «Калужского», затем «Свиблово», «Черкизово» и, наконец, «Северного»). При этом в «Филях» списывались наиболее старые вагоны серии «Е». Долгое время в депо «Фили» стоял самый первый вагон метро типа «Е» № 3001, 1959 года выпуска. Весной 2006 года данный вагон был порезан.
В апреле 2004 года в депо «Фили» поступил на испытания опытный трёхвагонный состав из вагонов 81-740А/741А («Русич»). Однако вскоре после испытаний этот поезд был передан на Бутовскую линию. В июне 2005 года в депо поступил первый серийный четырёхвагонный поезд «Русич» 81-740.1/741.1. Впервые вышел с пассажирами в конце июля. С тех пор началась массовая замена старых вагонов «Е», «Еж», «Еж1», «Ем-508», «Ем-509» на 81-740.1/741.1, которая завершилась в 2009 году.
В конце ноября 2011 года в депо переданы 6-ти вагонные составы типа 81-717/714 из электродепо «Красная Пресня», а также из электродепо «Новогиреево», для эксплуатации на участке Филёвской линии «Александровский сад» — «Международная». Также эти поезда эксплуатировались на участке «Александровский сад» — «Кунцевская» при следовании в депо, а также в редких случаях при размене. Причиной передачи этих вагонов на линию являлась надобность скорейшей замены подвижного состава Кольцевой линии. Из-за нехватки новых составов было принято решение действовать по следующей схеме: из депо «Фили» часть вагонов 81-740.1/741.1 «Русич» передавалась в депо «Измайлово», а оттуда, в свою очередь, на Кольцевую линию передавались вагоны модификации .4 (на данной линии используется только такая вариация модели), а из депо «Красная Пресня» в депо «Фили» передавались отслужившие свой срок вагоны 81-717/714. Планировалось, что вагоны будут обслуживать линию временно, однако данные составы не были заменены до 2013 года (именно тогда прекратилось производство вагонов «Русич») и находились в эксплуатации на Филёвской линии в течение семи лет до начала поставок поездов 81-765.2/766.2/767.2 «Москва» в 2018 году.

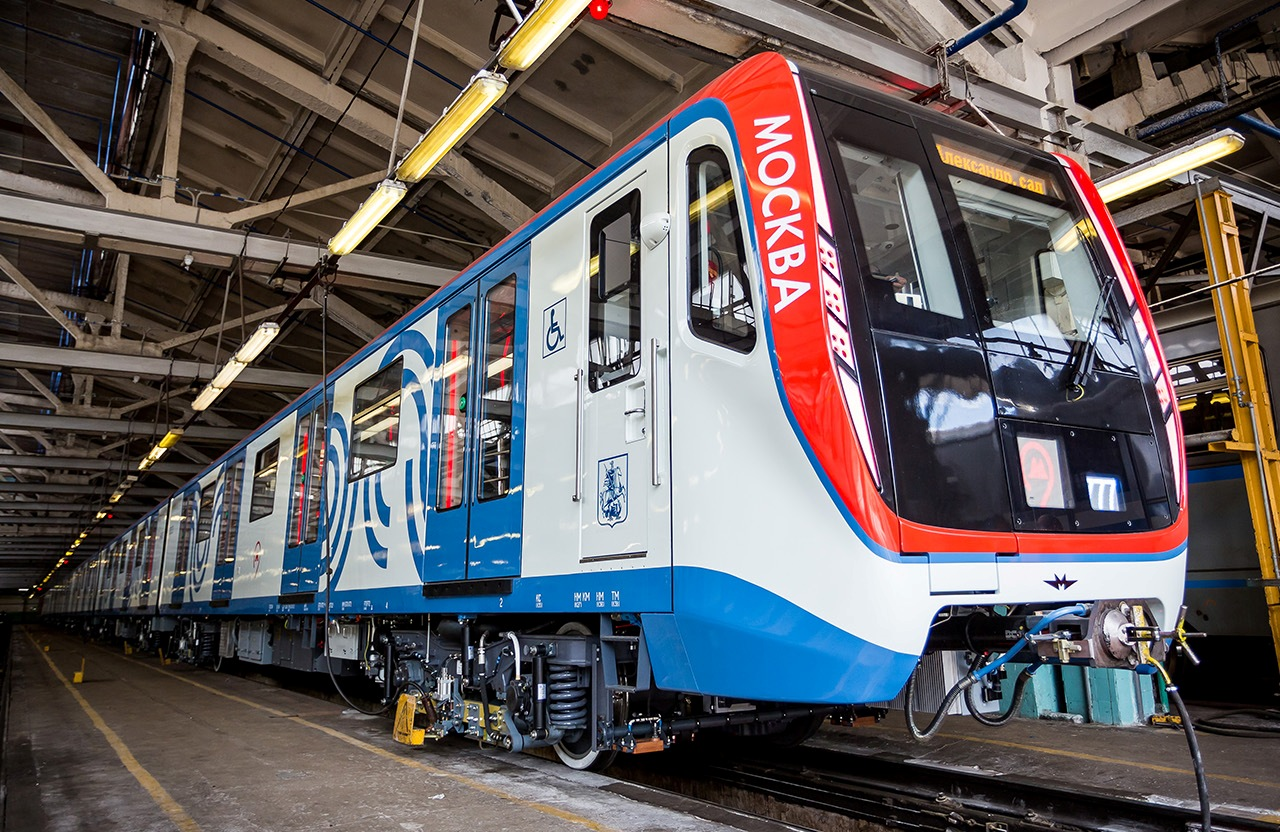
Электропоезд 81-765.2/766.2/767.2 «Москва» в здании депо

В октябре 2017 года в депо поступил поезд модели 81-765/766/767 «Москва» (65025-65026) в укороченной пятивагонной составности для обучения локомотивных бригад, поскольку руководством метрополитена было принято решение о повторном обновлении парка Филёвской линии на данную модель вместо составов типа 81-740.1/741.1 «Русич», часть из которых планировалось передать в Самарский метрополитен. С мая 2018 года в депо «Фили» поступают шестивагонные составы «Москва» модификации 81-765.2/766.2/767.2 с изменённой планировкой сидений в головных вагонах и установленными кнопками для самостоятельного открытия дверей. Вскоре после начала поставок поездов, предназначающихся исключительно для эксплуатации на Филёвской линии, испытательный состав (65025-65026) был возвращён в депо приписки. 2 июля 2018 года поезда из вагонов 81-765.2/766.2/767.2 «Москва» впервые вышли на линию с пассажирами. В течение 2018 года в депо «Фили» поступило 27 шестивагонных поездов «Москва» модификации .2, которые к декабрю 2018 года полностью заменили вагоны типа 81-740.1/741.1 «Русич», переданные на Арбатско-Покровскую и Бутовскую линии. Тем не менее, с 31 декабря 2018 года по 9 января 2019 года в эксплуатации находился один поезд «Русич» в новогоднем оформлении.

### Другие факты из истории
- В 1975 году вошло в состав электродепо «Измайлово» как оборотное.
- 1 октября 1988 года депо снова стало отдельным депо московского метрополитена.
- В депо ранее эксплуатировались именные поезда — в 1984—1991 годах ходил поезд «Пионер Кунцева» состоявший из вагонов типа «Д». В 2010—2017 годах курсировал поезд «Поэзия в метро», в салоне которого с определённой периодичностью менялись экспозиции со стихами известных отечественных и зарубежных поэтов и писателей.

## Фотогалерея
| - Электропоезд 81-740.1/741.1 «Русич» заезжает на территорию депо - Дрезины АГМу на территории депо - Пути перед зданием депо. На путях — вагоны типа Еж - Электропоезд 81-740.1/741.1 «Русич» на выезде из депо - Здание депо и съезд с Филёвской линии - Съезд с Филёвской линии - Пути перед депо - Съезд на Филёвскую линию |